# Guesnes
Guesnes ist eine französische Gemeinde mit 232 Einwohnern (Stand 1. Januar 2022) im Département Vienne in der Region Nouvelle-Aquitaine (vor 2016 Poitou-Charentes); sie gehört zum Arrondissement Châtellerault und zum Kanton Loudun (bis 2015 Monts-sur-Guesnes).

## Geographie
Guesnes liegt etwa 43 Kilometer nordnordwestlich von Poitiers am Fluss Briande. Umgeben wird Guesnes von den Nachbargemeinden Angliers im Norden und Nordwesten, La Roche-Rigault im Norden und Nordosten, Maulay und Dercé im Nordosten, Monts-sur-Guesnes im Osten, Verrue im Süden sowie La Chaussée im Westen und Südwesten.

## Bevölkerungsentwicklung
| Jahr                      | 1962 | 1968 | 1975 | 1982 | 1990 | 1999 | 2006 | 2013 |
| Einwohner                 | 356  | 322  | 275  | 259  | 245  | 262  | 237  | 241  |
| Quelle: Cassini und INSEE |      |      |      |      |      |      |      |      |

## Sehenswürdigkeiten
- Kirche Saint-Jean aus dem 17. Jahrhundert
- Ruine der Kirche Notre-Dame aus dem 12. Jahrhundert
- Schloss La Guérinière, seit 1990 Monument historique